# Lukare
Lukare (cyr. Лукаре) – wieś w Serbii, w okręgu raskim, w mieście Novi Pazar. W 2011 roku liczyła 415 mieszkańców.